# Atentado de Bratislava de 2022
El atentado de Bratislava de 2022 tuvo lugar el 12 de octubre de dicho año sobre las siete de la noche. La escena del crimen fue la calle Zámocká que conduce desde el centro histórico hasta el Castillo de Bratislava y el edificio del Consejo Nacional, frente al bar gay Tepláreň. Según testigos, se realizaron al menos diez disparos. El atacante mató a dos hombres menores de treinta años y también hirió a una camarera. Huyó de la escena. Tras el ataque, la policía cerró varias calles en los alrededores de Palisades de Bratislava, e involucró a un helicóptero en la búsqueda del autor.
Luego del ataque, el agresor se dirigió a casa de sus padres tras lo cual tuvieron una pelea pues ellos ya sabían que él era quien había disparado en el bar, Juraj luego dejó el arma homicida en casa de sus padres, y se fue con otra pistola tras lo cual se suicidó

## Atacante
El atentado fue reivindicado en Twitter por Juraj Krajčík, un eslovaco de raíces balcánicas nacido el 28 de julio de 2003, quien unas cinco horas antes del acto publicó un extenso texto de un manifiesto extremista de 65 páginas titulado Una llamada a las armas en el que afirmaba sus motivos, escribiendo repetidamente sobre la «lucha por la raza blanca» y culpó los migrantes, a la comunidad judía y LGBT+ de varios problemas mundiales. También tuiteó bajo la cuenta NTMA0315 después del ataque, expresando en inglés que no se arrepentía de su acto y también insinuando una intención suicida. La red social bloqueó su cuenta alrededor de las seis de la mañana.
Según las investigaciones el atacante también público fotos de sí mismo después del crimen en un hilo de 4chan.
Aparentemente, el ataque fue planeado desde 2019; el atacante compartió un selfie frente al club en agosto de 2022 con una descripción irónica, el día antes del ataque que escribió "Ya lo he decidido” y el 12 de octubre alrededor de las 10 horas de la mañana manifestó “Va a pasar”. Publicaba en su cuenta de Twitter desde abril de 2021, se radicalizó en sitios como 4chan donde se reúnen la extrema derecha estadounidense y los propagadores de bulos en particular, calificó asesinos en masa extremistas como Brenton Tarrant, John T Earnest y Payton Gendron como clave para su inspiración.
El padre del agresor, un hombre de negocios de Bratislava, Štefan Harabin se postuló para el partido político de extrema derecha Vlast en las elecciones de 2020, y la policía investigó la sospecha de que el atacante disparó el arma legal del padre.
Los padres del asesino actualmente están siendo investigados por la policía por no informar sobre su hijo luego de que esté regresará a casa tras cometer los asesinatos.

## Víctimas
Una de las víctimas del crimen era un mesero del club Tepláreň. El segundo día, la Universidad Comenius de Bratislava afirmó en redes sociales que una de las víctimas era un estudiante de la Facultad de Filosofía, Matúš Horváth.

## Reacciones
La presidenta eslovaca, Zuzana Čaputová, expresó sus condolencias a la comunidad LGBT+ y condenó los ataques verbales que incitan al odio. El primer ministro Eduard Heger afirmó que «es inaceptable que alguien tema por su vida debido a su forma de vida». Las manifestaciones de extremismo y odio hacia las minorías también fueron condenadas por el ministro del Interior, Roman Mikulec. Miembro del Comité para las Minorías Sexuales del gobierno checo y delegado de la República Checa ante la ONU, Kryštof Stupka inició el encendido de velas frente a la embajada de Eslovaquia en Praga. Los organizadores de Rainbow PRIDE Bratislava han anunciado una marcha conmemorativa para la tarde del 14 de octubre.